# جيرالد جينينغز
جيرالد جينينغز (بالإنجليزية: Gerald Jennings)‏ هو سياسي أمريكي، ولد في 31 يوليو 1948 في ألباني في الولايات المتحدة. حزبياً، نشط في الحزب الديمقراطي. وقد انتخب List of mayors of Albany, New York ‏.